# André Prudhommeaux
André Prudhommeaux (Guise, Francia, 12 de octubre de 1902 - Versailles, Francia, 13 de noviembre de 1968) fue un agrónomo, escritor, librero y editor anarquista francés.
Militante comunista libertario, escribió también con los pseudónimos André Prunier, Jean Cello y Paul Mounier.

## Biografía
Nació en el falansterio fourierista Familistère en Guise en 1902. 
En 1927 colaboró con el periódico comunista Clarté con el pseudónimo de Jean Cello. Participa en el grupo de Albert Treint Redressment Communiste, con el que rompe en 1928. Ese mismo año se casa con la suiza Dora Ris (1907-1988), con la que funda la Librairie Ouvrière. Cercano a los grupos de oposición comunistas a la Tercera Internacional, se relaciona con trotskistas y bordigistas, acercándose a las posiciones del comunismo de consejos. Con Jean Dautry publica L'Ouvrier Communiste (1929-1930) y Correspondance Internationale Ouvrière (1932-1933). Entremedias, fundaría la revista Spartacus (1931). Participó activamente en la campaña a favor de Marinus van der Lubbe en 1933. A partir de entonces fue evolucionando ideológicamente hasta el anarquismo, contribuyendo en publicaciones libertarias como Le Libertaire y La Revue Anarchiste. Después funda una serie de publicaciones de cariz anarquista como Terre Libre (1934-1937, que se convierte en el órgano de la Fédération Anarchiste), Les Cahiers de Terre Libre, L'Espagne Antifasciste, La Nouvelle Espagne Antifasciste y L'Espagne Nouvelle. 
Realiza una corta visita a Barcelona en plena guerra civil. Desde Francia, crítico con la participación en el gobierno republicano de la C.N.T., se convertirá en uno de los defensores del grupo Los Amigos de Durruti. Durante la guerra residirá en Suiza, trabajando como traductor literario. Una vez acabada la guerra, fue secretario general de la Comission de Relations Internationales Anarchiste (CRIA) durante diez años (1948-1958), así como editor de las publicaciones Le Libertaire y Le Monde Libertaire. 
En 1948 introdujo por primera vez al escritor francés Albert Camus en círculos anarquistas, en una reunión del Círculo de Estudiantes Anarquistas. A partir de 1956 será secretario de la Fédération Anarchiste. Siguió colaborando con publicaciones anarquistas en el extranjero como Volontà, Freedom, L'Adunata dei refrattari y Pensée et Action, así como para las francesas Contre-courant, Defense de l'homme, L'Unique, Le Contrat Social, Preuves o Temoins. 
Afectado de Parkinson durante sus últimos años, André Prudhommeaux falleció en Versalles el 13 de noviembre de 1968.
En el año 2021 las editoriales El Salmón y Milvus, editaron una antología de textos traducidos al castellano por José Ardillo, con el título: La tragedia de Espartaco. Hacia una ecología libertaria (1949-1958).

## Obras
- L'agriculture (1927)
- Spartacus et la commune de Berlin (1934)
- Catalogne, 1936-1937 (1937)
- Les Jours et les fables (1942)
- Catalogne libertaire (1946)
- Espagne libertaire (1955)
- La tragedia de Espartaco. Hacia una ecología libertaria (1949-1958). (Selección de artículos, 2021).

### Artículos
- La presse libertaire allemande (trad. La prensa libertaria alemana), En Le Libertaire, 18 de marzo de 1948, Leer en línea (en francés)